# Festival luxembourgeois du cyclisme féminin Elsy Jacobs
Le Festival Elsy Jacobs (appelé également Grand Prix Elsy Jacobs selon les années) est une course cycliste féminine qui se tient tous les ans au Grand-Duché du Luxembourg, entre autres dans la commune de Garnich.
Créé en 2008, le Grand Prix Elsy Jacobs est couru en honneur de l'ancienne coureuse Elsy Jacobs, Championne du monde sur route en 1958 et détentrice du record de l'heure de 1958 à 1972. 
La course figure sur le programme officiel de l'UCI. À sa création et jusqu'en 2011, elle est courue sous forme d'une course d'un jour classée en 1.1. Depuis 2012, le Grand Prix Elsy Jacobs est regroupé avec le Grand Prix Nicolas Frantz (Grand Prix Mameranus en 2010) pour former une course à étapes classée en 2.1. A partir de 2024, l'épreuve est divisée en deux courses d'un jour distinctes : l'une à Garnich et l'autre à Luxembourg, le lendemain.

## Palmarès
| Année | Vainqueur            | Deuxième             | Troisième                 |                  |
| ----- | -------------------- | -------------------- | ------------------------- | ---------------- |
| 2008  | Monia Baccaille      | Nathalie Lamborelle  | Marina Romoli             |                  |
| 2009  | Svetlana Boubnenkova | Grace Verbeke        | Iris Slappendel           |                  |
| 2010  | Emma Pooley          | Monia Baccaille      | Andrea Bosman             |                  |
| 2011  | Marianne Vos         | Judith Arndt         | Emma Johansson            |                  |
| 2012  | Marianne Vos         | Annemiek van Vleuten | Adrie Visser              |                  |
| 2013  | Marianne Vos         | Giorgia Bronzini     | Emma Johansson            |                  |
| 2014  | Anna van der Breggen | Marianne Vos         | Shelley Olds              |                  |
| 2015  | Anna van der Breggen | Annemiek van Vleuten | Lucinda Brand             |                  |
| 2016  | Katarzyna Niewiadoma | Katrin Garfoot       | Anna van der Breggen      |                  |
| 2017  | Christine Majerus    | Eugenia Bujak        | Ashleigh Moolman          |                  |
| 2018  | Letizia Paternoster  | Christine Majerus    | Alexis Magner             |                  |
| 2019  | Lisa Brennauer       | Demi Vollering       | Elizabeth Banks           |                  |
| 2020  | annulé/abandonné     | annulé/abandonné     | annulé/abandonné          | annulé/abandonné |
| 2021  | Emma Norsgaard       | Leah Kirchmann       | Maria Giulia Confalonieri |                  |
| 2022  | Marta Bastianelli    | Veronica Ewers       | Silvia Persico            |                  |
| 2023  | Ally Wollaston       | Marta Bastianelli    | Anouska Koster            |                  |

### Grand Prix Nicolas Frantz
| Année | Vainqueur      | Deuxième       | Troisième        |
| ----- | -------------- | -------------- | ---------------- |
| 2010  | Emma Johansson | Evelyn Stevens | Corine Hierckens |
| 2011  | Marianne Vos   | Judith Arndt   | Emma Johansson   |

### Course à Garnich
| Année | Vainqueur  | Deuxième          | Troisième       |
| ----- | ---------- | ----------------- | --------------- |
| 2024  | Marta Lach | Christine Majerus | Katrine Aalerud |
| 2025  |            |                   |                 |

### Course à Luxembourg
| Année | Vainqueur  | Deuxième        | Troisième      |
| ----- | ---------- | --------------- | -------------- |
| 2024  | Marta Lach | Scarlett Souren | Anouska Koster |
| 2025  |            |                 |                |